# Termas del Daymán
Termas del Daymán, auch Termas de Daymán, ist eine Ortschaft im Westen Uruguays. 

## Geographie
Sie befindet sich auf dem Gebiet des Departamento Salto in dessen Sektor 3 am Río Daymán. Termas del Daymán liegt dabei südöstlich der Departamento-Hauptstadt Salto und Arenitas Blancas. Nordöstlich des die gleichnamigen Thermalquellen beherbergenden Ortes liegt Albisu. Die Entfernung zur Landeshauptstadt Montevideo beträgt etwa 480 Kilometer.

## Einwohner
Die Einwohnerzahl von Termas del Daymán beträgt 356 (Stand: 2011), davon 170 männliche und 186 weibliche.
| Jahr | Einwohner |
| ---- | --------- |
| 1963 | 254       |
| 1975 | 262       |
| 1985 | 348       |
| 1996 | 566       |
| 2004 | 331       |
| 2011 | 356       |

Quelle: Instituto Nacional de Estadística de Uruguay